# Serce do serca
Serce do serca (uk. Серце до серця) – ukraińska fundacja założona w 2006 przez Oksanę Wasyłenko i wzorowana na polskiej Wielkiej Orkiestrze Świątecznej Pomocy, która jest honorowym partnerem fundacji Serce do serca.
Wasyłenko przed powołaniem fundacji odbyła staż w WOŚP, gdzie zapoznała się z zasadami funkcjonowania tego typu fundacji i stroną techniczną organizacji pracy sztabu WOŚP. W czasie finałów prowadzone są zbiórki pieniędzy do puszek, koncerty i happeningi oraz rozdawane są czerwone serduszka.
W drugim finale (2007) wzięło udział 10 tysięcy wolontariuszy, którzy zebrali 35 tysięcy dolarów. W 2008 zebrano około 220 tysięcy, w 2009 350, a w 2010 420 tysięcy dolarów. Wśród sponsorów fundacji liczne są firmy prowadzone przez polskich przedsiębiorców. Fundacja organizuje także festiwal muzyczny „Woodstock Україна” wzorowany na Pol'and'Rock Festivalu (dawniej zwanego Przystankiem Woodstock).